# Mars 1704
Le mois de mars 1704 est le 3e mois de l'année 1704.

## Naissances
- 14 mars : Jakob Stenius l'ainé (mort le 20 janvier 1766), vicaire de la paroisse luthérienne de Pielisjärvi en Finlande
- 15 mars : Jean-Jacques de Beausobre (mort le 8 octobre 1783), personnalité militaire suisse
- 17 mars :
  - Alexeï Ivanovitch Nagayev (mort le 8 janvier 1781), amiral, hydrographe et cartographe russe
  - Charles Cavendish (homme politique) (mort le 28 avril 1783), personnalité politique britannique
- 29 mars : Claude Le Beau (mort le 17 décembre 1779), avocat en parlement, aventurier, voyageur, faussaire et écrivain
- 31 mars : François Jacques Walsh (mort le 20 août 1782), armateur français

## Décès
- 1er mars : Joseph Parrocel (né le 3 octobre 1646), peintre français
- 13 mars : Giovanni Anastasi (né le 17 mars 1653), peintre italien
- 17 mars : Menno van Coehoorn (né en 1641), soldat et ingénieur militaire néerlandais d'origine suédoise
- 19 mars : François de Rose, marquis de Provenchère (né vers 1623), noble français
- 21 mars : Paul Le Moyne de Maricourt (né le 15 décembre 1663), marin québécois
- 29 mars : Naitō Jōsō (né en 1662), poète japonais